# 799년

## 연호
- 당(唐) 정원(貞元) 15년
- 일본(日本) 엔랴쿠(延暦) 18년

## 기년
- 당(唐) 덕종(德宗) 20년
- 신라(新羅) 소성왕(昭聖王) 2년
- 발해(渤海) 강왕(康王) 6년

## 사건
- 신라, 상왕 원성왕이 세상을 떠남.

## 사망
- 2월 12일 - 신라(新羅) 38대 왕 원성왕(元聖王).